# 神魂合体ゴーダンナー!!
『神魂合体ゴーダンナー!!』（しんこんがったいゴーダンナー!!）および、その第2期『神魂合体ゴーダンナー!! SECOND SEASON』（しんこんがったいゴーダンナー!! セカンドシーズン）は、日本のロボットアニメ。各13話ずつの計26話が、「アニメ魂」枠で放送された。

## 概要
主役巨大ロボットのパイロットが新婚夫婦という設定の、1970年代ロボットアニメを彷彿とさせるテーマソングや熱いノリなどを特徴とした作品。未知の巨大生物から人類を守るためにパイロット2人の巨大ロボットが戦うという、ロボット物としてのスタンスを守りつつ、さまざまな形の恋愛を描いている点も特徴である。タイトル名や一部のキャラクター名は、「新婚」や「旦那」などのキーワードにちなんだものとなっている。また、主要女性陣は大半が巨乳美女で占められている。
2013年にSF怪獣映画『パシフィック・リム』（ギレルモ・デル・トロ監督）が公開された際には、本作との類似が指摘されている。

## あらすじ
西暦2042年。地球上では、突如現れた未知の巨大生物「擬態獣」と、世界各国で開発されていた巨大ロボットたちとの戦いが繰り広げられていた。
日本のスーパーロボット「ゴーダンナー」のパイロット・猿渡ゴオは後に「巨神戦争」と呼ばれるボス擬態獣との決戦において、パートナーであり恋人でもあったミラ・アッカーマンを失ってしまう。だが、ゴオはそれと引き換えに1人の少女の命を救っていた。その少女の名は葵杏奈。
辛くも人類は戦いに勝利し、5年の歳月が流れた。しかし、世界各地では未だ擬態獣の亜種が生き残っており、スーパーロボットたちとの戦いは続いていた。17歳の高校生になった杏奈はゴオと再会して恋に落ち、いつしか2人は結婚を決意する。だが結婚式当日、日本に擬態獣が出現。ゴオは式を途中で中断し、ゴーダンナーで出撃する。
杏奈もゴーダンナーのパートナーロボット「ネオオクサー」に乗り込み、自身も擬態獣との戦いに身を投じる。

## 登場人物

### ダンナーベース
日本のロボットチームメンバー。影丸を除き、各人の苗字には植物の名前が含まれている。
猿渡ゴオ（さるわたり ゴオ）
声 - 近藤孝行
主人公。5年前、巨神戦争で活躍した伝説のパイロットの1人。29歳。身長199cm、体重99kg、血液型A。誕生日は2018年5月19日。主な搭乗機はゴーダンナー、ゴーダンナーツインドライブモード。
私生活ではだらしないが、戦いのときは頼もしく、ロボット乗りとしての誇りも高い。顔や外見に似合わず甘い物好き。普段は通信機能を備えたメガネをかけている。また、杏奈と共通の婚約指輪は「ゴー・ファイト」のコードを言うことでパイロットスーツを換装する（その際、杏奈の髪留めを除き、着ていた服が分解される）機能がある。
巨神戦争時代は精悍な顔つきだったが、最終決戦時に恋人のミラと戦友のマックスを失ったことで失意の状態に陥り、ただの冴えない男としてダンナーベースのクルーのほとんどから、半ば馬鹿にされている状態であった。だが、杏奈との出会いを経て生きる希望を取り戻し、彼女との結婚を決意するまでに至った。マドンナ扱いされている女性たちにモテることから、周囲にはからかわれることが多い。杏奈からは「ゴオちん」と呼ばれている。家族に関しては杏奈と結婚するまでは弟の忍だけだったことから、両親は既におらず、親戚もいなかった模様。
杏奈との結婚でようやく掴んだ幸せであったが、死んだと思っていたミラの生還、彼女との関係が杏奈に知られてしまったこと、復活したミラが再びパートナーとして、ネオオクサーに乗り活躍したことなどから、杏奈とすれ違いを繰り返す。さらには、メナージュ・ゼロに認定されたお尋ね者・剣の圧倒的な攻撃に敗れたトラウマにより戦闘恐怖症に陥り、右腕の震えが止まらず操縦桿が握れなくなるという精神的ダメージを受ける。静流のお蔭で恐怖を克服したのもつかの間、インサニア（ラテン語で「狂気」を意味する）ウイルス感染によってゴーダンナーへの搭乗を禁じられてしまったことで自らの存在意義を失い、苦悩と苦痛の日々へ陥る。そして、最終決戦ではラビッドシンドロームを発症。杏奈の声援で何とか正気を保ちながらも擬態獣を撃破するが、蛹状態となってしまう。7年後、林の子供の遺伝子のお陰で復活。ミラのように一時は記憶を失ってしまうが、1年後には回復して杏奈と結婚式を挙げる。
葵杏奈 / 猿渡杏奈（あおい あんな / さるわたり あんな）
声 - 中原麻衣
もう1人の主人公兼メインヒロイン。ロボット工学の権威である葵竜也と葵霧子の間に生まれた娘。17歳。身長151cm、血液型B。3サイズはB84、W53、H83。誕生日は2030年5月5日。主な搭乗機はネオオクサー、ゴーオクサー、ゴーダンナーツインドライブモード。
活発な性格で家事全般を得意としており、ロボットの操縦テクニックや運動神経も抜群。芽花園学園のロボット部ではマドンナ的存在。巨神戦争最終決戦時、ゴーダンナーに助けられたことでそのパイロットであるゴオと出会う。その後もゴオを慕い続け、霧子の協力もあり彼との結婚を誓う。年上好きなところは母親譲り。
結婚式当日に現れた擬態獣に立ち向かうべくゴオが出撃してしまったため、杏奈は教会の地下にあった旧ダンナーベース跡で封印されていたネオオクサーを発見して搭乗。ゴオと協力して、擬態獣12号を打ち破ったことから、半ば強引にネオオクサーのパイロットとなる。また、この当時には擬態獣13号に取り込まれた林を助けているが、それが元で彼女共々ラビッドシンドロームのキャリアとなっていたことが後に判明する。
結婚後は幸せな状態であったが、ゴオの元恋人であるミラの生還によって、2人の関係には亀裂が生じ始める。ゴオと向き合おうとせずに逃避を繰り返し、一時はダンナーベースから姿を消してバイトしながら苦しい生活を送っていたが、再び戦うことを決意してネオオクサーのプロトタイプであるゴーオクサーのメインパイロットとなる。その後も様々な苦難を経て遂に最強の擬態獣を倒すが、蛹状態となったゴオの完全な復活を待つのに8年もの月日を費やすこととなる。
ミラ・アッカーマン
声 - 久川綾
ヒロインの1人。28歳。身長168cm、血液型A。3サイズはB80、W51、H81。誕生日は2021年10月20日。主な搭乗機はネオオクサー、ゴーダンナーツインドライブモード。
巨神戦争時代におけるゴオの恋人であり、彼を守るために身を挺して命を落としたと思われていたが、クラブマリナーに寄生していた擬態獣12号へ取り込まれたために奇跡的に生存しており、殲滅後にクラブマリナーの中から発見された。しかし、ゴオと再会を果たした時には巨神戦争から5年も経っていた上に、ミラ自身も記憶や知能を失い赤ん坊同然の状態であった。記憶を失くしていてもゴオによく抱きついたり、ブレイドガイナーに敗北して荒んでしまったゴオを心配していた。その後は杏奈の介護を受けながら静流が一度命を落とした際に記憶を取り戻すが、それが杏奈とゴオの関係に亀裂を生むこととなり、ミラ自身もゴオが他の女性と結婚してしまったという現実に絶望と苦悩を抱くこととなる。そして、最強の擬態獣が出現した際には、インサニアウイルスと擬態獣に寄生されたゴオと心中しようと錯乱状態にまで陥るが、杏奈の説得で思い留まり、杏奈がゴオのもとへ向かう手助けを行うことになる。
実はラビッドシンドロームの「キャリア」であり、数年後にはインサニアウイルスによって苦しむ人々を救う重要な鍵の1人として、女神に等しい存在となっていた。最終話では杏奈のゴーオクサーとペアを組み、「アンナミラーズ」と名乗る。
ラストはアニメ版、小説版、漫画版でそれぞれで違う。アニメ版や小説版では身を引いているが、前者では結婚式に不参加だったのに対し後者では式に出席。漫画版では式への出席だけでなく、杏奈と一緒にゴオとの挙式を迎えている。
葵霧子（あおい きりこ）
声 - 本田貴子
杏奈の母親。ロボット工学の有能な科学者で、ダンナーベース所長として総指揮を執る。身長174cm、血液型B。3サイズはB94、W59、H87。誕生日は2011年12月14日。
女子高生の娘を持つにもかかわらず年齢は35歳と若く、子持ちの人妻であることを感じさせずに振る舞っていたため、ゴオ以外は既婚者・子持ちの事実をダンナーベースのチームクルーの誰もが知らずにいた。特に密かに想いを寄せていた影丸はショックが大きかった。一児の母だけあって、年少者には母性的な優しさを覗かせることもある。メンソールのタバコを好む愛煙家であり、男には容赦なく煙を吹きかける。最強の擬態獣を倒した数年後には、ラビッドシンドロームの影響で蛹状態になってしまったゴオを救うため、インサニアウイルスに関する研究に没頭している。
藤村静流（ふじむら しずる）
声 - かかずゆみ
ダンナーベース所属のパイロット。28歳。身長167cm、血液型O。3サイズはB87、W53、H88。誕生日は2019年2月26日。主な搭乗機はコアガンナー。クールで生真面目な性格。口癖は「私を誰だと思ってるの?」であり、イントネーションの違いで各々のシーンに応じた言葉に変化する。
パイロット養成機関時代からの腐れ縁であるゴオにはずっと想いを寄せており、アメリカへ向かってしまったゴオの帰国を誰よりも待っていたが、その時すでにゴオにはミラという恋人がいたため、結局彼への想いは打ち明けられないままであった。ミラが死んだとされ、ゴオが杏奈と結婚した後も、彼への想いは消えない。やがて杏奈のミスでゴオが負傷した際には嫉妬心も含めて彼女に平手打ちを食らわせたが、和解後には杏奈の良き理解者となり訓練では彼女を熱心に指導する。ゴオがブレイドガイナーに敗北したショックで操縦桿を握ることすらできなくなってしまった際には、単独で擬態獣の殲滅に向かい、彼の復活において大きな役目を果たすが、無理が祟って一度は命を落としてしまう。だが、ミラの持っているラビッドシンドロームの「キャリア」の力によって蘇生し、辛いリハビリテーションを乗り越えて再び杏奈の訓練のコーチ兼パイロットに復帰する。ゴオのインサニアウイルス感染が確認された際には、彼に代わってゴーダンナーの操縦を担当した。ルウがセレブレイダーに乗り換えた後、コスモダイバーに乗り込み共に巨大擬態獣に向かっていく。最強の擬態獣を倒した数年後には、研究に没頭している霧子に代わって、ダンナーベース総指揮の任に就く。
家族は声のみだが母親が登場。静流にお見合いを勧めた。
光司鉄也（こうじ てつや）
声 - 檜山修之
ダンナーベース所属のパイロット。24歳。身長162cm、体重61kg、血液型AB。誕生日は2023年4月18日。主な搭乗機はGガンナー、Gゼロガンナー（クラブマリナー）。
典型的な熱血直情タイプで「超（チョー）オッケー!」が口癖。第1話の戦闘で重傷を負ったために、しばらく戦線を離れていたが、物語終盤で復活した。静流のような年上が好みのタイプであり、自称「静流のパートナー」。最強の擬態獣を倒した数年後には、パイロットとして活躍している影丸に代わって、ダンナーベースの指揮官となる。
無事を知らない仲間に「死んだ」と2度も言われており、第1話でゴオに自身のことを聞かれた静流に「光司は死んだわ」と勝手に殺され、第24話でも影丸に「光司は無駄死にか!?」と言われて通信途絶状態で聞こえないはずだが、聞こえたかのように「死んでません」とコクピットで呟いた。
ダンナーベースの中で唯一、インサニアウイルスの発症がでない体質の持ち主であり、ベース内で出撃できるただ1人の男性パイロット。最終決戦時、静流の乗るコスモダイバーと共に出撃する。検査結果だと一般人とさほど変わらないと言われている。
名前の由来は、『マジンガーZ』の主人公・兜甲児と『グレートマジンガー』の主人公・剣鉄也。キャラクターデザインや戦闘コスチュームも甲児に似たものとなっている。
マックス・ジュニア
声 - 石川英郎
ジャパンベース所属（現ダンナーベース）のパイロットで、ゴオとは同期であり親友でもあった男性。
友人想いな性格で、ゴオ同様にミラに想いを寄せていたが、彼になら任せられると信じて身を引く。巨神戦争ではクラブマリナーのパイロットであり、5年前の決戦で機体と共に行方不明となっていたが、生きていたマックスはミラと共に擬態獣12号と化したクラブマリナーから救出される。やがて意識を取り戻したものの、5年前にミラを救えなかったゴオに怒りを覚えたことがきっかけでラビッドシンドロームを発症し始め、コアガンナーとミラを奪って暴走。最後は正気に戻り、ゴオとも和解して警戒を促したが、ラボへ送られた直後にラビッドシンドロームが完全発症に至り、無残な肉塊と化して死亡した。
漫画版ではアニメ版同様に暴走するが、奪った機体はネオオクサーであり、最後は正気に戻ってゴオにミラを託した後、ネオオクサーの自爆シークエンスを入力し、壮絶な最期を遂げた。
ラビッドシンドロームはそう名付けられる前、マックスの名を取って、マックスシンドロームとも呼称されていた。
猿渡忍（さるわたり しのぶ）
声 - 皆川純子
ゴオの弟。17歳。愛称は「忍っち」。
ゴオとは、かなり歳が離れている上、血を分けた兄弟とは思えないほどに美形。基本的には温厚だが腹黒い面もある。小説版では幼少時にゴオと共に静流の作ったすき焼きを食べたり、花火を観に行ったりもした。杏奈と同じ芽花園学園高校2年。杏奈に好意を抱いており。そのため、自宅ではゴオとのトラブルも少なくない。
伝説のパイロットの弟であるのに何もできない自分にもどかしさとコンプレックスを感じており、ゴオがインサニアウイルス感染によってパイロットを降ろされた際には、彼に代わってゴーダンナーを操縦しようと考えたが、訓練を受けていないために無理であった。それ以降、密かに静流から訓練を受け、ゴオが最強の擬態獣を倒して蛹状態で回収された時には、改めてパイロットになることを決意した。その数年後には、ダンナーベースの正規パイロットとなり、ネオダイバーのパイロットとして、擬態獣と戦う。小説版と漫画版では蛹状態となったゴオに代わり、ゴーダンナーのメインパイロットとなる。そのせいか、イラつくと物にぶつかるという兄＝ゴウと同じことをするようになる。また、光司とは静流を巡って競うことにもなった。
影丸（かげまる）
声 - 山口太郎
ダンナーベースの司令。32歳。身長189cm、体重84kg、血液型O。誕生日は2015年3月22日。フルネームは不明。
感情をほとんど表に出さないが、実はかなりの熱血漢。霧子に密かな想いを寄せているが、彼女の夫である竜也が生きていたことは最大の予想外のことであり、結果として大失恋に終わる。最強の擬態獣が倒された数年後には、大失恋から振っ切りたいがためにコミッショナーズからの誘いを蹴って現役のパイロットとなっている。
葵竜也（あおい たつや）
声 - 石丸博也
霧子の夫であり、杏奈の父親であり、ジャパンベース（現ダンナーベース）の創始者である男性。ゴーダンナーなどを開発した博士でもある。
かなり臭い台詞を言う熱い熱血親父。行方不明と思われていたが、ある時は神父、ある時は長距離トラック運転手、ある時は校長、またある時は喫茶店マスター…といった様々な姿で、ストーカーの如く溺愛する娘・杏奈を見守り続けていた。しかし、最終決戦直前、危機に陥ったダンナーベースへ遂に姿を見せたことで、皆を驚かせる。新婚時代は愛煙家で、霧子からは「たっちん」と呼ばれていた。
その声や若い頃の外見は『マジンガーZ』の主人公・兜甲児を彷彿とさせるものとなっており、現在の姿も初老となった甲児の風貌を想定して仕上げられている。
笹暮小波（ささくれ こなみ）
声 - 渡辺明乃
ダンナーベース所属のオペレーターで、桃子とコンビを組んでいる。23歳。身長157cm、血液型A。3サイズはB84、W56、H83。誕生日は2024年1月9日。愛称は「コナミ」。
桃子へのツッコミを担当しており、彼女より1つ年上だが、コギャル調の口調など少し子供っぽい所がある。最強の擬態獣が倒された数年後には、桃子と共にオペレタイガーのパイロットとなっている。
桃園桃子（ももぞの ももこ）
声 - 能登麻美子
ダンナーベース所属のオペレーターで、小波とコンビを組んでいる。22歳。身長179cm、血液型AB。3サイズはB88、W57、H84。誕生日は2024年9月6日。愛称は「モモチー」。
小波へのボケを担当しており、一見控え目そうで当初はゴオに「声が小さい!」と怒鳴られたこともあるが、芯は強く、腹黒い部分もある。最強の擬態獣が倒された数年後には、小波と共にオペレタイガーのパイロットとなっている。
芝草（しばくさ）
声 - 堀川仁
ダンナーベース所属のチーフメカニックマン。39歳。フルネームは不明。
ほとんどの職員から「おやっさん」と呼ばれる（本人は当初は不服だった）ており、彼の引退後、「おやっさん」の呼び名はダンナーベースの永久欠番となった。ゴオの良き理解者でもある。父子家庭で小学生の息子がいるが、多忙ゆえに一緒にいれないことも多い。最強の擬態獣が倒された数年後には、冬子とラーメン屋を営んでいる（小説版では結婚している）。
柊冬子（ひいらぎ とうこ）
声 - 細川聖可
ダンナーベース所属の女性メカニックで、次女的存在。22歳。身長164cm、血液型O。3サイズはB85、W56、H84。誕生日は2024年9月14日。
通称は「トン子」。どこか抜けていて、ハッチの閉め忘れが多い。芝草に想いを寄せている。小説版では想いが実り、芝草と結婚する。
林奈々絵（はやし ななえ）
声 - 加藤奈々絵
ダンナーベース所属の女性メカニックで、長女的存在。23歳。身長159cm、血液型B。3サイズはB85、W58、H85。誕生日は2023年11月6日。明るく活発な性格。
語尾が「ッス」となるのが特徴。当初は森本の自身への好意に気付かずにいた。物語序盤で擬態獣13号の内部に取り込まれる災難に遭うが、入院先へ見舞いに来た同僚の森本といつしか恋仲になり、物語終盤で婚約。最終話では森本と結婚して3人の子供を授かっていた。3人の子供は、ゴオ、杏奈、ミラからそれぞれ名前の一部を継いでいる。
実は擬態獣13号に取り込まれた際にラビッドシンドロームのキャリアとなっていたことが、最終話で判明。3人目の子供により、ゴオのラビッドシンドロームは治療されることとなる。
森本（もりもと）
声 - 川田紳司
ダンナーベース所属のメカニック。フルネームは不明。
林に想いを寄せ恋仲となり、物語終盤での求婚を経て結婚に至る。
杉山（すぎやま）
声 - 小野大輔
ダンナーベース所属のサブチーフメカニック。フルネームは不明。
「アニータ」という妻を持つ愛妻家。芝草の引退後は、メカニックたちのまとめ役となる。名前を呟くだけだったが、最終回、突如として、アニータが出現してパニックになる。
柳沢（やなぎさわ）
声 - 藤田圭宣
ダンナーベース所属のメカニック。フルネームは不明。
ネガティブ思考の根暗な青年。ゴオが杏奈を騙して結婚したと決めつけ、ゴオを目の敵にしている。眼鏡っ娘が好き。惚れっぽい一面があり、振られても違う女性にすぐ惚れるが、そのたびに振られる。
ぴんぴん
声 - 皆川純子
杏奈の飼い猫。5歳のメスで虎縞模様。身長・体重・血液型は不明。誕生日は2042年2月2日。かつての飼い主である猫田英之（ねこた ひでゆき）（声 - 川上とも子）という少年に酷似している。
初登場時、妊娠しており、セカンドシーズンにおいて、4匹の子猫を出産。我が子たち共々、家出中の杏奈と行動を共にするが、自分たちの存在が杏奈の仮住まいであるアパートやけいの家で迷惑をかけてしまう。

### 世界各地のパイロットと関係者
ナイト・ヴァレンタイン
声 - 緑川光
英国ユニオンベース所属のパイロット。主な搭乗機はドラグライナー（操縦担当）、ドラグファイター、ドラグライナー（BM）。
「華麗なる撃墜王」の異名を持ち、敵も女性も狙った相手は見逃さないほどのプレイボーイだが、プレイボーイを気取る本当の理由は、血の繋がっていない義理の妹・エリスへの想いを隠すカムフラージュ。
モウカクとは諍いが絶えないが、実力を互いに認め合う関係になっていく。後に自身の手でラビッドシンドロームを発症したモウカクを討つことになってしまう。
光司と同じく、インサニアウイルスが発症しない体質の持ち主。
エリス・ヴァレンタイン
声 - 田村ゆかり
英国ユニオンベース所属のパイロット。主な搭乗機はドラグライナー（火器担当）、ドラグファイター。
義兄でもあるナイトに対しては、兄妹以上の感情を持っているため、ナイトの本心には薄々ながらも気付いていた。
シャドウ・ダラウェイ
声 - 甲斐田裕子
北米シリコンベース所属のパイロット。長くフルネームは不明だったが、第20話「桃花哀歌」の冒頭で判明した。主な搭乗機はジェネシスター、ジェネシャドウ。
中性的な顔立ちをしている男装の麗人。冷静沈着だが、パートナーのルナが危機に陥った際には別人のようにキレる。実は自分が女性であることとルナへの同性愛に葛藤し続け、最終的には彼女に別離を告げることとなったが、それが元で最後の戦闘時にルナの動揺を招き、合体に失敗。擬態獣に重傷を負わされた際にはルナへの想いにより、自身のラビッドシンドロームを発症させてしまうが、一命を取り留める。男性にしか起こらないはずのラビッドシンドロームを発症させたのは、ホルモンのバランス異常が原因であり、最終話では完治していた。
ルナ
声 - 川上とも子
北米シリコンベース所属のパイロット。主な搭乗機はジェネシスター、ルナシスター。
解析能力に優れており、擬態獣の行動分析も行う。学生時代からシャドウに憧れており、単なるパートナー以上の激しい想い、恋愛感情を秘かに抱いている。
シャドウと同じ女性ゆえに自分の思いをシャドウに告げられず苦悩していた際、ククラチョフから助言された。
モウカク
声 - 小杉十郎太
中国のダイノベースに所属するパイロット。主な搭乗機はゴッドダイナー、ゴッドホーン。
豪快で猪突猛進な性格をしており、戦闘の際にもそれを反映した戦いを好む。ゴオとは巨神戦争時代からの戦友であり、ナイトとは性格が正反対なことから衝突が多かったが、内心では互いに認め合う。
シュクユウに自分の想いを伝えるもラビッドシンドローム発症によって暴走。モウカクの思いと悲壮な決意を察したナイトによって引導を渡され、帰らぬ人となる。
シュクユウ
声 - 山崎和佳奈
中国のダイノベースに所属するパイロット。主な搭乗機はゴッドダイナー、ゴッドソニック。
大人しい性格に見えて、モウカクを抑えるしっかり者。
モウカク亡き後はコミッショナーズにて、彼の戦闘電子データを新型ボーイシリーズに組み込む開発を担当することとなる。
エカテリーナ
声 - 山田美穂
ロシアのベガベースに所属するパイロット。主な搭乗機はヴァルスピナー。
その名前に恥じない女王様気質。悪の女幹部のような妖艶で強気な印象の容姿や口調から誤解を受けやすいが、本来は弱い者苛めが嫌いで優しく、強い正義感の持ち主。自己を持たず、ただ唯々諾々と従うだけのククラチョフに苛立ちを感じたこともあったが、彼の余りにも不器用な本心を執事（声 - 中嶋聡彦）に諭されて知ることになり、その不器用な愛を受け入れた。
ククラチョフ
声 - 川田紳司
ロシアのベガベースに所属するパイロット。主な搭乗機はスレイブウイング。
下僕の如くエカテリーナの命令に忠実に従う寡黙な男。口癖は「どこまでも君と」。エカテリーナを愛しているが、命令に従うことでしか彼女への愛を示すことができないという不器用な一面を持っており、それが原因でエカテリーナからの怒りを買うこともあった。また、シャドウに想いを寄せながらもそれを告げられないルナを心配し、助言したこともある。「従順な男」という理由の元、ラビッドシンドロームは発症の兆候すら見せずにいた。
ロウ・ルー
声 - 小谷津央典
ルウの父親でコスモベースの司令。主な搭乗機はコスモダイバー（親機）。
妻は既に他界していて、地球で眠っており、娘のルウと共にコスモベースでの仕事をこなしていた。ある日、シャトルを介して、コスモベースに幼体で潜入した擬態獣18号が制御装置に巣食い破壊活動を開始したため、娘のルウをコスモダイバー（子機）で地球に下ろして逃がした後、擬態獣18号との戦いで戦死。最終的にコスモベースは総員脱出を余儀なくされるも脱出ポッドをも幾つか撃墜され、生存者27名を残して壊滅してしまう。

### メナージュ・ゼロ
ルウ・ルー
声 - 清水香里
ロウの娘で、コスモベースで幼いながらもオペレーターを務めていた。12歳。身長124cm、血液型A。3サイズは不明。誕生日は2034年11月21日。主な搭乗機はコスモダイバー（子機）、セレブレイダー。
擬態獣の襲撃によりコスモベースが壊滅した後はゴオたちに保護され、しばらくの間同居するも、擬態獣への復讐心から剣と行動を共にするようになる。初期は父親の仇として擬態獣を憎んで無策でぶつかっていたが、剣と行動を共にする内にその行動を信じて擬態獣と戦うように。剣がラビッドシンドローム発症で死ぬかもしれないと知りつつ彼の行動を支援し、その最期を看取った。剣と死に別れた後は、最強の擬態獣が倒された後も「メナージュ・ゼロの女」と名乗りながら単独で擬態獣と戦い続け、自身を含め戦い続ける者の末路を見出すことを目的とする。
剣（けん）
声 - 大川透
ブレイドガイナーのパイロット。フルネームは不明。
第10話「ルウ出撃」で、戦闘禁止区域であるベーリング海の海洋油田ベース・コーカサス1を戦場にして擬態獣との戦いを繰り広げて壊滅状態に陥れるなどの手段を選ばないため、コミッショナーズにより「メナージュ・ゼロ（Menage-Zero）」と認定された謎のパイロット。
所属ベースは無く、元々は妻のローザと共に独自で擬態獣と戦っていたが、ローザを「セレブレイダー」ごと擬態獣に取り込まれて逃がした過去を持つ。以後、復讐とローザの形見であるセレブレイダーを探すことを目的とし、擬態獣と戦い続けていた。頭部の2つの角を思わせる部分の左側にあるリングが「セレブレイダー」と共鳴現象を起こすため、擬態獣の中の妻の機体の有無を確認していた。
日本のダンナーベース付近の海岸でルウに出会い、行動を共にする。日本のベイサイドエリアに出現した擬態獣から遂に「セレブレイダー」を発見して擬態獣を撃退するも、ラビッドシンドロームを発症してしまう。その後はルウと共に行方不明となっていたが、ゴーダンナーたちが最強の擬態獣との戦闘を繰り広げている所へ乱入。ラビッドシンドロームを発症させながら擬態獣と戦うことのみが自分の本能であるとし、ブレイドガイナーで特攻を掛ける。その結果、最強の擬態獣の弱点を知らしめると共にルウの乗った「セレブレイダー」を強制排除した後、「ブレイドガイナー」の大破の末に命を落とした。
あまり触れられていないが左利きである。
ローザ
声 - 皆川純子
セレブレイダーの初代パイロットにして、剣の妻でありパートナー。擬態獣との戦いで剣すら重傷を負うほどの苦戦を強いられていた時、剣を救うため自ら犠牲となる。故人であるため、回想のみの登場。

### 芽花園学園高校
高谷さくら（たかや さくら）
声 - 南里侑香
杏奈の通う芽花園学園高校2年の同級生で、杏奈とは大の親友同士。帰宅部。
明るく、細かいことにこだわらない性格。家庭に関しては、両親との3人家族だが、父親は仕事でクアラルンプールに行っており、母親も付いて行ったため、現在は高級マンションで一人暮らし中であり、家出中の杏奈が泊まりに行ったこともある。
最終話ではひな・けいともども杏奈を助けようと決心し、ダンナーベースのメカニックとなっており、どさくさに紛れて告白した柳沢を即座に「ごめんなさい」とにべもなく振った。
小説版では忍に好意を抱いている設定だが、アニメ版でも遠くから忍を怪しい眼差しで見ているという展開があった。
杉浦ひな（すぎうら ひな）
声 - 渡辺明乃
杏奈の通う芽花園学園高校2年の同級生で、悪友の1人。バレーボール部。
おっとりした見た目に加えて、とぼけた性格だが、その本性はとんでもなく腹黒い策士。男子を煽って杏奈争奪戦を引き起こし、その様を楽しんでいた。
家出中の杏奈のためにバイトを紹介するが、杏奈はバイト先での数々の失敗と「スカートの丈を短くしろ」と要求してきた上司を殴り飛ばしたことでクビになっている。
最終話ではダンナーベースのオペレーターとなっていた。
志野けい（しの けい）
声 - 皆川純子
杏奈の通う芽花園学園高校2年の同級生で、悪友の1人。陸上部。
クールな性格で思ったことは遠慮も無く言うところがあり、杏奈に男発覚の疑いをかけた時は、さくらとひなと共に徹底的にはかせようとしていた。
最終話ではダンナーベースのオペレーターとなっていた。
家族は母親が声のみだが登場するも、家出中の杏奈が連れているぴんぴん一家が庭の花壇をトイレ代わりにしたことに怒り、杏奈たちを煙たがる。
池山田（いけやまだ）
声 - 大水忠相
堀井（ほりい）
声 - 桐井大介
清水（しみず）
声 - 小野大輔
土田（つちだ）
声 - 渡辺明乃
以上の4人は芽花園学園高校2年の男子生徒。池山田がリーダー格である。4人ともフルネームは不明。
ひなに「ロボットサッカーで杏奈を負かせば付き合える（かも）」と煽られ、杏奈に交際を申し込むべく訓練ロボで放課後バトルを挑んでは、その都度返り討ちに遭っていた。
小説版エピローグでは、4人ともダンナーベースでパイロットになっているが、全員が補欠止まりで忍に先を越されている。既婚者である杏奈に全員未練がましく熱を上げているため、学生時代からの顔見知りであるさくらたちには呆れられている。

## 登場メカ
ゴーダンナー
日本、ダンナーベース所属のスーパーロボット。「シングルプラズマドライブ」が動力源。高いパワーによる格闘戦を得意とする。さらに「ダンナー・オン」の合体コードと共にネオオクサー、もしくはゴーオクサーと合体することにより「ゴーダンナーツインドライブモード」となる。この際、機体色は青から赤に変化し、前腕部と脛のリボルバーを開くことで、強力な内蔵武器を使用することができるようになる。これにより攻撃力は爆発的に高くなるが、反面エネルギー消費が激しくなってしまう。ツインドライブ時、オーバードライブしたエネルギーが炎のように頭部から吹き出すが、ネオオクサーと合体時は赤、ゴーオクサーと合体時は青い炎と色が異なる。ツインドライブモード時の主な必殺技は、相手にパンチを叩き込んで腕のリボルバーを内部で炸裂させる「ハートブレイカー」。これにより擬態獣の体が固形化し、そこから上空に飛び上がって急降下キックでとどめを刺す「ソウルブレイカー」を使用する。ミラが搭乗中は「ハートブレイカー5連発」(『スーパーロボット大戦K』での名前は「ハートブレイカーフルスロットル」)と、空中からドリルキックの要領で急降下する「ソウルスピンクラッシャー」であり、杏奈の時と違い1つの必殺技で複数の擬態獣を倒すことができる。ゴーオクサーと合体中は、空中で回転し、青い炎を身に纏った状態で繰り出す「ファイヤーソウルブレイカー」。
最強の擬態獣との戦いでのみ使用した「トリプルドライブモード」は、セレブレイダーの剣形態を使用することにより発動する。
実際の名前の由来は前述の通りだが、作中では神（GOD）と杏奈（ANNA）の名を合わせたもので、製作者の葵夫妻が遭った偶然からそう名付けられたと設定されている。全高39.6m、TDM時は40.8m。
ネオオクサー
ダンナーベース所属のスーパーロボットでゴーダンナーのサポートロボット。ダンナーと同じく「シングルプラズマドライブ」が動力源。あくまでもサポートロボットなのでパワーはダンナーよりも劣るが、特殊な重力場で擬態獣の動きを封じる「グラビティボンバー」といった特殊な武器を装備している。全高33.2m。
ゴーオクサー
ダンナーベース所属のスーパーロボットでネオオクサーのプロトタイプ。本来はダンナーのパートナーロボットとなるはずだったが、機体の制御に難があったために封印されていた。ネオオクサーとは比べ物にならないほどのパワーを持つ。武器は「エンジェルバレッド」。主な必殺技は、敵の動きを封じる「ディメンションスナイパー」。
コアガンナー
ダンナーベース所属。動力は「マルチコンデンサー」。Gガンナーのコアロボット。単体での戦闘能力はかなり低いが、機動性は高い。物語序盤で改造が施され、武器が大幅に増えた。主な必殺技は、右腕に増設された遠距離ビームライフル「スナイパーアーム」と、胸部に仕込んだマシンガンを密着状態から乱射する「スパイラルスティンガー」。全高35.1m。
バトルユニット
コアガンナー用の換装ユニット。
Gガンナー
ダンナーベース所属。コアガンナーにバトルユニットを換装した重武装砲撃ロボット。火力は高いが、半面機動性が鈍く接近戦は苦手。主な必殺技は、その機能のほとんどを費やした大型大砲「ストロングバスター」。左手の指から発射される「ガトリングアーム」。全高42.6m。
Gゼロガンナー
ダンナーベース所属。Gガンナーのプロトタイプであり、クラブマリナーを内包している。ゴーオクサーと平行して改造されていた。Gガンナーと同じく砲撃戦闘用。主な必殺技は両腕からストロングバスター並のパワーを同時発射する「Gゼロバスター」。全高は不明。
クラブマリナー
ダンナーベース所属のスーパーロボット。バリアを搭載しており、防御力が高い。5年前のボス擬態獣との決戦で行方不明になっていたが、擬態獣12号に寄生された状態でゴオたちの前に姿を現す。12号殲滅後は、愛着のある芝草や杉山によって修復され、最終決戦時に活躍した。主な必殺技は「ドリルアンカー」。全高38m。
コスモダイバー
コスモベース所属のスーパーロボット。唯一宇宙での戦闘が可能でもある。親機とそのバックパックから変形・分離し、自動操縦で分離可能な子機から構成されており、子機は脱出するも、親機はコスモベースが襲撃された時に大破する。子機は「シャトルチェンジ」のコードと共にシャトル形態に変形可能で、ロケット推進と高い気密性を持つため、宇宙のみでなく水中での使用も可能となっている。戦闘機能はほとんどなく、右腕に仕込まれたビームライフルのみ。全高は親機が40.5m、子機は25m（ロボット時） / 22m（シャトル形態時）。
ヴァルスピナー
ロシア、ベガベース所属のスーパーロボット。中距離戦を得意とする。飛行はできないため、通常はスピナーボーイにより運搬されるが、スレイブウィングとの合体により空中戦にも対応できる。使用武器は、アームバルカン、肘からビーム砲、ビームサーベル。合体状態は巨乳のような胸を形成するが、これは本体の腕が変形したものであり、隠し腕として使用できる。主な必殺技は、「ホットリッパー」「ハードリッパー」。全高36.9m
スレイブウィング
ヴァルスピナーのサポートメカ。武器は左右に搭載されているビームバルカン砲。ヴァルスピナーとの合体時は頭部の追加パーツ、腕、飛行ユニットを形成する。
ドラグライナー
イギリス、ユニオンベース所属のスーパーロボット。「爆撃ロボ」というコンセプトで設計されたらしく巨大な戦闘機の形状をしており、多くの武器と弾薬を搭載している。ドラグファイターを分離させ、コード「9999」を入力することで、翼竜形態「ビーストモード」（BM）へ変形する。主な必殺技は、「スーパーノヴァ」「ドラゴンハート」。
漫画版では、コミッショナーズが遠隔操作を行う無人機動兵器として登場。暴走したゴーダンナーにスーパーノヴァを発射するが、太刀打ちできず、逆に破壊された。また、他にもネオドラグライナーと呼ばれるドラグライナーと同じ形状をしたロボットが登場した。全長137m、全幅117.7m。BM時、全高60.13m。
ドラグファイター
ドラグライナーに搭載されているスーパーロボット。他の機体と比べると比較的小型。武器は手持ちの銃。全長40m。
ゴッドダイナー
中国、ダイノベースのスーパーロボット。ゴッドホーンとゴッドソニックが合体することで完成する。ゴッドホーンの大砲が変形する格闘武器（棍棒、トンファー、斧、ドリルなど）で戦う。しかし、搭乗者のモウカクがインサニアウイルスの寄生によって暴走してしまい、シュクユウが脱出させられた後、ドラグライナーBMのドラゴンハートによって塵と化した。全高56.9mとドラグライナーBM時に次ぐ大型ロボット。
ゴッドホーン
ゴッドダイナーの上半身を形成する重戦車。主な必殺技は、2門の長距離キャノン砲「ロングホーン」。
ゴッドソニック
ゴッドダイナーの下半身を形成する戦闘機。主な必殺技は、2門のレーザービーム砲「ツインバスター」。
ジェネシスター
北アメリカ、シリコンベース所属のスーパーロボット。腕や腰に装備されている弓のような武器で戦う。しかし、パイロットのシャドウがインサニアウイルスで暴走した後に、擬態獣に取り込まれてしまう。主な必殺技は、「ライトニングニードル」「ライトニングアロー」。全高44.4m。
ジェネシャドウ
ジェネシスターの上半身、胸部を形成する戦闘機。武器は、ビームバルカン砲（2門）。
ルナシスター
ジェネシスターの下半身、背部を形成する潜水艇。飛行形体にも変形可能。主な必殺技は、魚雷「ソードフィッシュ」、後部4連バルカン砲「ダブルバレッド」。
ブレイドガイナー
所属が一切不明のスーパーロボット。ゴーダンナーと同じく「シングルプラズマドライブ」が動力源。戦闘能力はかなり高く、剣を使用しての近接戦闘を得意とする。この状態でもパイロットである剣の実力と相まってゴーダンナーTDMにも引けを取らないが、パートナーロボットであるセレブレイダー、ジェットクロウと合体することでブレイドガイナーツインドライブモードとなり、鬼神のごとき強さを発揮する（この時はパタのように右腕に直接接続される）。通常はサポートメカのジェットクロウによって移動する。最後は、インサニアウイルスの影響によってパイロットの剣が暴走しつつも最強の擬態獣に特攻し、パイロットの剣ごと爆散した。主な必殺技は、プラズマドライブから強力な竜巻(ヘルズウィンド、TDMの場合はヘルズハリケーン)を発生させて相手の動きを封じた状態で一気に切り裂く「デスストラッシュ」。正確な全高は不明だが、設定資料の対比図ではゴーダンナーより若干大きめであるため、40mは超えている模様。
セレブレイダー
ブレイドガイナーのサポートロボット。ブレイドガイナーと同じく「シングルプラズマドライブ」が動力源。過去の擬態獣との戦闘で行方不明になっていた。単体のみで剣形態へ変形することが可能。最終決戦ではゴーダンナーTDMと共闘し、剣形態によるトリプルドライブモードとなり勝機を作る。当初は剣の妻・ローザ、奪還後はルウの乗機となり、最終話ではブレイドガイナーに続く、新たなメナージュ・ゼロのロボットとして擬態獣と戦う。しかも、マントが追加されている。
オペレタイガー
最終話に登場。名前のとおり、トラを模した色彩の女性型スーパーロボット。桃子と小波が搭乗する複座機であり、近接戦闘タイプで、剣を武器とする。戦闘機に変形する機能を持ち、コスモダイバーと同じく、宇宙での行動が可能。
ネオダイバー
最終話に登場。ダンナーベース所属のスーパーロボット。忍の搭乗機であり、遠距離戦タイプ。コスモダイバーにデザインが酷似している。
ラボディフェンダー
最終話に登場。影丸の搭乗機。コスモダイバーと同じ宇宙戦闘用ロボット。
ジェットボーイ
無人機である「ボーイシリーズ」では最速を誇る。ダンナーベースに3機が配備されており、飛行ができないダンナーやオクサー、コアガンナー（Gガンナー）の運搬、戦闘のサポートを行う。人型にも変形可能で、パイロットに呼ばれることによって自動操縦で各機を運搬する。物語中盤でドラグライナーの技術を密かに転用され、パワーアップを遂げた。全長33m、全幅84.9m。
ファットボーイ
無人機である「ボーイシリーズ」の対空戦闘タイプ。両肩に大型の4連ミサイルを装備。各ベースに配備されている。
デザートボーイ
無人機である「ボーイシリーズ」の水中戦闘用タイプ。
スピナーボーイ
ジェットボーイと同じく、空中戦用でヴァルスピナー・ノーマルモード時の運搬を行う。
ジェットクロウ
ブレイドガイナーのサポートロボット。鳥のような鳴き声を上げる。ブレイドガイナーツインドレイブモード時は、剣の鍔になってセレブレイダーと合体する。最終決戦でブレイドガイナーを失った後、ゴーダンナーツインドライブモードをサポートした。その後、ルウの乗るセレブレイダーをサポートしている。

## 擬態獣（ぎたいじゅう）
物語開始の5年前、世界各地に突然現れた未知の巨大生物で、人類の敵。太古より地球に生息していたこと以外、詳細は一切不明である。一度は世界中のスーパーロボットたちとゴーダンナーに倒されたが、その亜種が性質を変えて世界各地に出現し、再び人類を脅かす。有機物・無機物を問わずさまざまなものを取り込み、その能力を得ながら進化していく。そのため、作中での描写は擬態というより同化に近い。
ボス擬態獣
擬態獣12号
擬態獣13号
擬態獣16号

超巨大擬態獣
擬態獣18号改
擬態獣18号

飛行獣
地底獣

深海獣

トロイの木馬

超擬態獣

## スタッフ
- 企画 - 福井政文、滝口雍昭、酒匂暢彦、曽根岡昭直、内山伸一、奥野敏聡
- 監督 - 長岡康史
- 助監督 - 川島宏（第1期）→久城りおん（第2期）
- シリーズ構成 - 川崎ヒロユキ
- キャラクターデザイン - 木村貴宏
- メカニックキャプテン - まさひろ山根
- サブメカニックデザイン - ことぶきつかさ
- 擬態獣デザイン - 反田誠二（第1期）、秋恭摩
- デザインワークス - 森木靖泰、赤樹壱麿、村田護郎、反田誠二（第2期）
- サブチーフアニメーター - 高岡淳一（第1期のみ）、西井正典
- 3D監督 - 渡辺哲也
- 美術監督 - 前田実
- 色彩設計 - 鈴城るみ子、伊藤照美（第1期のみ）
- 撮影監督 - 中島秀剛
- 編集 - 櫻井崇
- 音響監督 - 明田川仁
- 音楽 - 渡辺宙明
- 音楽プロデューサー - 前山寛邦
- 音楽制作協力 - コロムビアミュージックエンタテインメント（ノンクレジット）、東映アニメーション音楽出版（ノンクレジット）
- アニメーションプロデューサー - 渡辺欽哉、黄樹弐悠
- プロデューサー - 畑中利雄、浅賀孝郎、武智恒雄、高木桂一、森田勝也（第1期）→水嶋恒三（第2期）、芝原靖史
- アニメーション制作 - OLM、AIC（第1期）→AIC A.S.T.A（第2期）
- 製作 - Project GODANNAR（IMAGICAエンタテインメント、タキコーポレーション、クロックワークス、NTTデータコンテンツプランニング、日商岩井、OLM）

## 主題歌
神魂合体ゴーダンナー!!
オープニング「神魂合体ゴーダンナー!!」
作詞 - 桑原永江 / 作曲・編曲 - 渡辺宙明 / 歌 - 串田アキラ
エンディング「塹壕の棺（ザンゴウノヒツギ）」
作詞 - 桑原永江 / 作曲・編曲 - 渡辺宙明 / 歌 - 堀江美都子&水木一郎
神魂合体ゴーダンナー!! SECOND SEASON
オープニング「ENGAGE!!!ゴーダンナー」
作詞 - 桑原永江 / 作曲・編曲 - 渡辺宙明 / 歌 - 堀江美都子&水木一郎
エンディング「我が名はゴーダンナー」
作詞 - 桑原永江 / 作曲・編曲 - 渡辺宙明 / 歌 - 串田アキラ
挿入歌「最愛」（#16、#23、#25）
作詞 - 柚木美祐 / 作曲・編曲 - 渡辺宙明 / 歌 - 堀江美都子
挿入歌「ENGAGE!!!ゴーダンナー」（#25）
作詞 - 桑原永江 / 作曲・編曲 - 渡辺宙明 / 歌 - 堀江美都子&水木一郎
- オープニングに使われた同曲の一部をアカペラ化したバージョン。CD未収録。

## 各話リスト
| 話数                 | サブタイトル               | 脚本                 | 絵コンテ             | 演出                 | 作画監督                 | メカ作画監督         | 擬態獣他                       |               |
| 神魂合体ゴーダンナー | 神魂合体ゴーダンナー       | 神魂合体ゴーダンナー | 神魂合体ゴーダンナー | 神魂合体ゴーダンナー | 神魂合体ゴーダンナー     | 神魂合体ゴーダンナー | 神魂合体ゴーダンナー           |               |
| -------------------- | -------------------------- | -------------------- | -------------------- | -------------------- | ------------------------ | -------------------- | ------------------------------ | ------------- |
| 1                    | 戦場のウェディングベル     | 長岡康史 玉井☆豪     | 長岡康史             | 長岡康史 川島宏      | 木村貴宏                 | まさひろ山根         | ボス擬態獣 擬態獣12号          |               |
| 2                    | 炎のバージンロード         | 長岡康史 玉井☆豪     | 長岡康史             | 西村大樹             | 大貫健一                 | 宇佐美皓一           | 擬態獣13号                     |               |
| 3                    | バトルロイヤル・ハネムーン | 川崎ヒロユキ         | 谷口悟朗             | 泉明宏               | 永田正美                 | 西井正典             | 超巨大擬態獣                   |               |
| 4                    | 静流、再び                 | 川崎ヒロユキ         | 久城りおん           | 久城りおん           | 金子ひらく               | 寺田嘉一郎           | 擬態獣16号                     |               |
| 5                    | 空から来た少女             | 長岡康史 玉井☆豪     | 森本正木 因幡はじめ  | 山内東生雄 川島宏    | 木村貴宏                 | 田村勝之             | 擬態獣18号改                   |               |
| 6                    | 夢の終わり                 | 川崎ヒロユキ         | 後藤圭二             | 三宅雄一郎           | 森前和也                 | 森田岳史 西山忍      | コアガンナー                   |               |
| 7                    | 追憶ニ死ス                 | 川崎ヒロユキ         | 高岡淳一 黒木冬      | 古川順康             | 大貫健一                 | まさひろ山根         | コアガンナー                   |               |
| 8                    | 華麗なる撃墜王             | 川崎ヒロユキ         | 森本正木             | 加藤顕               | 工藤柾輝                 | -                    | 飛行獣                         |               |
| 9                    | 流されてサバイバル         | 川崎ヒロユキ         | ワタナベシンイチ     | 溝渕康人             | 中井準                   | 永田正美             | 飛行獣 地底獣                  |               |
| 10                   | ルウ出撃                   | 川崎ヒロユキ         | 大畑晃一             | 元永慶太郎           | 木村貴宏                 | 西井正典             | 擬態獣18号                     |               |
| 11                   | 汚れなき旅立ち             | 川崎ヒロユキ         | 山中英治             | 三宅雄一郎           | 渡辺純子                 | 森田岳士 西山忍      | 擬態獣18号 ブレイドガイナー    |               |
| 12                   | 去り逝く者たち             | 川崎ヒロユキ         | 玉川達文             | 古川順康             | 大貫健一 高岡淳一        | 西井正典             | 深海獣 未確認擬態獣            |               |
| 13                   | ラスト・ファースト・キス   | 川崎ヒロユキ         | 平野俊貴             | 久城りおん           | 木村貴宏                 | まさひろ山根         | 擬態獣27号                     |               |
| 神魂合体ゴーダンナー | 神魂合体ゴーダンナー       | 神魂合体ゴーダンナー | 神魂合体ゴーダンナー | 神魂合体ゴーダンナー | 神魂合体ゴーダンナー     | 神魂合体ゴーダンナー | 神魂合体ゴーダンナー           | SECOND SEASON |
| 14                   | 蘇る魂                     | 長岡康史             | 長岡康史             | 久城りおん           | 木村貴宏                 | まさひろ山根         |                                |               |
| 15                   | 新たなる告白               | 川崎ヒロユキ         | 森本正木             | 古川順康             | 大貫健一                 | 西井正典             | 大型擬態獣                     |               |
| 16                   | その名はゴーオクサー!      | 川崎ヒロユキ         | 吉田英俊             | 喜多幡徹             | 植田洋一                 | まさひろ山根         | 擬態獣27号 融合獣 未確認擬態獣 |               |
| 17                   | TONKO MY LOVE              | 山田光洋             | 笹嶋啓一             | 三宅雄一郎           | 平田雄三                 | 平田雄三             | 超小型擬態獣                   |               |
| 18                   | 氷の微笑                   | 高山カツヒコ         | 森本正木             | 加藤顕 久城りおん    | 木村貴宏                 | 永田正美             | 一角獣                         |               |
| 19                   | ジェネシスター暴走!        | 高山カツヒコ         | 山崎理               | 三宅雄一郎           | 堀井久美                 | 西山忍               | 幼生獣 寄生獣                  |               |
| 20                   | 桃花哀歌                   | 川崎ヒロユキ         | 吉田英俊             | 元永慶太郎           | 平山円                   | 西井正典             | 擬態獣29号                     |               |
| 21                   | ゴーダンナー出撃禁止命令!  | 高山カツヒコ         | 森本正木             | 加藤顕 久城りおん    | 木村貴宏 平山円 永田正美 | 平田雄三 西井正典    | 擬態獣18号 中ボス擬態獣        |               |
| 22                   | 激突!ダンナーVSガイナー    | 高山カツヒコ         | 平野俊貴             | 古川順康             | 大貫健一                 | まさひろ山根         | 中ボス擬態獣                   |               |
| 23                   | ダンナーベースSOS!         | 川崎ヒロユキ         | 山田正樹             | 三好正人             | 椛島洋介                 | 椛島洋介             | 地底獣改 トロイの木馬          |               |
| 24                   | 死闘の果てに               | 川崎ヒロユキ         | 大貫健一 長岡康史    | 久城りおん           | 平山円 堀井久美          | 西井正典 永田正美    | 超擬態獣                       |               |
| 25                   | 永遠のふたり               | 川崎ヒロユキ         | 平野俊貴             | 元永慶太郎           | 植田洋一                 | 椛島洋介             | 超擬態獣                       |               |
| 26                   | 来たるべき明日             | 川崎ヒロユキ         | 長岡康史             | 長岡康史             | 木村貴宏                 | まさひろ山根         | 擬態獣群                       |               |

## 放送局
| 放送地域             | 放送局               | 放送期間                       | 放送日時               | 放送区分             | 備考                 |               |
| 神魂合体ゴーダンナー | 神魂合体ゴーダンナー | 神魂合体ゴーダンナー           | 神魂合体ゴーダンナー   | 神魂合体ゴーダンナー | 神魂合体ゴーダンナー |               |
| -------------------- | -------------------- | ------------------------------ | ---------------------- | -------------------- | -------------------- | ------------- |
| 日本全域             | AT-X                 | 2003年10月1日 - 12月24日       | 水曜 10:00 - 10:30     | CS放送               | リピート放送あり     |               |
| 神奈川県             | tvk                  | 2003年10月4日 - 12月27日       | 土曜 0:30 - 1:00       | 独立UHF局            |                      |               |
| 京都府               | KBS京都              | 2003年10月4日 - 12月27日       | 土曜 8:00 - 8:30       | 独立UHF局            |                      |               |
| 長野県               | 信越放送             | 2003年10月11日 - 2004年1月3日  | 土曜 2:00 - 2:30       | TBS系列              |                      |               |
| 日本全域             | BS朝日               | 2003年10月14日 - 2004年1月6日  | 火曜 1:40 - 2:10       | BSデジタル放送       |                      |               |
| 東京都               | 東京MXTV             | 2003年10月16日 - 2004年1月8日  | 木曜 23:30 - 金曜 0:00 | 独立UHF局            |                      |               |
| 広島県               | 中国放送             | 2003年10月27日 - 2004年1月19日 | 月曜 3:20 - 3:50       | TBS系列              |                      |               |
| 神魂合体ゴーダンナー | 神魂合体ゴーダンナー | 神魂合体ゴーダンナー           | 神魂合体ゴーダンナー   | 神魂合体ゴーダンナー | 神魂合体ゴーダンナー | SECOND SEASON |
| 京都府               | KBS京都              | 2004年4月6日 - 6月29日         | 火曜 1:25 - 1:55       | 独立UHF局            |                      |               |
| 神奈川県             | tvk                  | 2004年4月7日 - 6月30日         | 水曜 1:05 - 1:35       | 独立UHF局            |                      |               |
| 日本全域             | AT-X                 | 2004年4月7日 - 6月30日         | 水曜 10:00 - 10:30     | CS放送               | リピート放送あり     |               |
| 日本全域             | BS朝日               | 2004年4月13日 - 7月6日         | 火曜 2:00 - 2:30       | BSデジタル放送       |                      |               |
| 東京都               | 東京MXTV             | 2004年4月16日 - 7月9日         | 金曜 1:00 - 1:30       | 独立UHF局            |                      |               |
| 長野県               | 信越放送             | 2004年4月17日 - 7月10日        | 土曜 2:00 - 2:30       | TBS系列              |                      |               |

## ドラマCD
フロンティアワークスより発売されたドラマCD。全2巻。
Vol.1「スパ・リゾート・ホリデイ」
2004年1月23日発売。ダンナーベースの面々は慰安旅行に行くこととなったが、その行き先はゴオとミラの思い出の場所のため、ゴオは焦る。しかし、杏奈は修学旅行があるために欠席することとなった。安堵するゴオだったが、何と修学旅行先は同じ場所だった。
Vol.2「嵐を呼ぶCカップ」
2004年2月27日発売。世界各国ベースのパイロットたちの親睦と戦闘技術の向上を目的とした、ロボット乗りだけの大会Cカップが開催されることになった。賞金目当てに張り切るダンナーベースの面々だったが、何と頼りのゴオが出場できないアクシデントが起こってしまう。

## ゲーム
神魂合体ゴーダンナー!!
バンダイより2004年6月24日に発売されたPlayStation 2用ソフト。開発はナツメ。ゴーダンナーを初め、アニメ本編に登場したスーパーロボットたちを操作して戦う3Dポリゴン対戦型格闘ゲーム。戦闘の合間には3Dポリゴンのパイロットキャラクターによるカットインが入り、ルウ以外の女性キャラクターは必ず乳房が揺れる。ストーリーモードはゴオと杏奈が主役の「愛の物語」と、剣とルウが主役の「哀の物語」の2本が用意されている。ストーリーはアニメ本編を踏襲する一方、アニメ本編でラビッドシンドロームを発症しなかったナイトとククラチョフが本作では発症（木村貴宏の描き下ろしによる、2人の発症グラフィックも表示される）してダンナーチームと戦闘を行うステージが存在するなど、ゲームオリジナル展開も盛り込まれている。各モードを難易度（ハード・ノーマル・イージーの3段階）ごとにクリアすると使用可能なスーパーロボットが追加されたり、新たなモードが出現する仕組みになっている。
モードは上記の「ストーリーモード」2種類の他、「対戦モード」、「サバイバルモード」、「協力対戦モード」、「放課後バトル」の計6種類。難易度設定（表記はB：イージー、A：ノーマル、S：ハード）は、「ストーリーモード」と「対戦モード」でのみ選択可能。
登場する操作可能なスーパーロボットは、隠しも含め以下の通り（擬態獣も敵として登場するが、プレイヤーは操作不可）。なお、第2期最終話前後に初出のスーパーロボットは、登場を見送られた。
特典として、アニメ本編第1期全13話を100分に再編集した総集編DVDが付属する。
- ゴーダンナー
- ネオオクサー（杏奈）
- ネオオクサー（ミラ）
- ゴーオクサー
- ゴーダンナーTDM（ネオオクサー合体バージョン）
- ゴーダンナーTDM（ゴーオクサー合体バージョン）
- コアガンナー
- Gガンナー
- コスモダイバー（子機）

- ブレイドガイナー
- ブレイドガイナーTDM
- ドラグライナー（実質ドラグファイター）
- ジェネシスター
- ゴッドダイナー
- ヴァルスピナー（スレイブウイング合体済みバージョン）
- 杏奈専用ミニロボ
- ルウ専用ミニロボ

CR神魂合体ゴーダンナー!!
マルホン工業より2010年4月5日頃からにホール登場予定のCR機パチンコ。オリジナル同様の声優陣を起用、『燃え』と『お色気』の演出が特徴で、超巨大役物『ゴーダンナーツインドライブモード』は業界最大級と謳っている。
イメージソング「Believe Me」
歌 - 坂本麗衣
スーパーロボット大戦シリーズ関連作品
本作の直接ゲーム化作品ではないが、多数のロボットアニメのロボットが登場するクロスオーバー作品であるシミュレーションRPG『スーパーロボット大戦シリーズ』には本作に登場するキャラクターやロボが何回か登場しており、『スパロボ学園』以外では、いくつかのストーリーエッセンスも組み込まれている一方で、ゴオの性格が若干改変されているなどのアレンジもある。原作で死亡する剣も条件次第で生存する。また、擬態獣が度々他作品の機動兵器（主にSEED DESTINYやWのMSだが、SCでは同作のオリジナル機体を乗っ取っている）を乗っ取って攻撃してくる。
スーパーロボット大戦Scramble Commander the 2nd
バンプレストより2007年11月1日に発売された。この作品のみジャンルは「リアルタイムシミュレーション」ゲーム。
スーパーロボット大戦K
バンダイナムコゲームス・バンプレストレーベル（以下作品でも同様）より2009年3月20日に発売された。
スパロボ学園
2009年8月27日に発売された。ゲーム内に登場する戦闘シミュレーター「スパロボバトル」にキャラクターと機体のみが登場。
スーパーロボット大戦L
2010年11月25日発売された。『スパロボK』と扱いはほぼ同じだが、今回は2ndがベースとなっている関係上メンバーの離脱が多い。前作にはなかった静流＆ミラ搭乗のゴーダンナーなどの再現が行われている。また、本作では終盤クトゥルフが序盤遭遇した擬態獣の細胞を培養し戦力として使用してくる。